# WarFairy P-15
WarFairy P-15 là báng súngin 3D Fabrique Nationale P90 công khai vào khoảng tháng 5 năm 2013. Nó được in bằng máy in LulzBot Taz thông qua phương pháp mô hình hóa lắng đọng nóng chảy (FDM). Nó được tạo ra bởi WarFairy
Báng súng hoạt động một vỏ liên kết thấp hơn cho FN-P90 nhưng sẽ hoạt động với bất kỳ AR tiêu chuẩn.
Nó là con của dự án nguồn mở Charon, đó là một dự án vỏ liên kết thấp hơn AR-15 có thể in 3D được P90 lấy cảm hứng một phần. Ban đầu, nó là một bài tập thiết kế của một người dùng DEFCAD để khám phá công nghệ sản xuất bồi đắp FDM như một phương tiện tích hợp tính ergonomics của P90 vào báng súng của AR-15, dẫn đến bộ báng súng WarFairy P-15.